# VNeID
VNeID (hay VNEID, viết tắt từ cụm từ tiếng Anh: Vietnam Electronic Identification hoặc có thể gọi là ứng dụng Định danh điện tử, ứng dụng Định danh điện tử quốc gia, ứng dụng di động Công dân số...) là một ứng dụng định danh điện tử của Cục Cảnh sát quản lý hành chính về trật tự xã hội thuộc Bộ Công an Việt Nam. Ban đầu ứng dụng được ra mắt nhằm phục vụ trong bối cảnh thay thế các giấy tờ có liên quan đến đại dịch COVID-19 chủ yếu tại Thành phố Hồ Chí Minh. Ứng dụng sau đó đã được lan rộng và phục vụ trên khắp Việt Nam trong việc kiểm tra thông tin tiêm chủng, xác thực giấy đi đường. Tuy nhiên đến tháng 1 năm 2022, Thủ tướng Chính phủ Phạm Minh Chính đã ra Quyết định yêu cầu thực hiện ứng dụng trở thành ứng dụng công dân số quốc gia. Sau đó, đến tháng 8 cùng năm, ứng dụng chính thức được công bố trở thành ứng dụng công dân số quốc gia. Ứng dụng được đăng nhập bằng tài khoản định danh điện tử do Bộ Công an cấp theo căn cước công dân gắn chip.
Theo Luật Căn cước 2024, mọi công dân Việt Nam đều sở hữu căn cước bao gồm cả trẻ em dưới 6 tuổi, đồng nghĩa, các công dân này cũng sẽ có thêm tài khoản định danh điện tử. Tuy nhiên, người đại diện hợp pháp mới là người đứng ra sở hữu tài khoản. Ứng dụng cũng được thiết kế ở dạng hai mức định danh với mức đầu tiên có thể tự tạo thông qua CCCD sẵn có và mức thứ hai cần sự xác nhận từ chính quyền địa phương. Trong giai đoạn 2023 trở đi, ứng dụng đã giúp trong việc tích hợp nhiều loại giấy tờ như Căn cước công dân, Giấy phép lái xe, Bảo hiểm y tế, Bảo hiểm Xã hội, Giấy đăng ký xe... và các dịch vụ công như Thông báo lưu trú, Đăng ký thường trú, Đăng ký tạm trú...

## Tên gọi
Trong những ngày đầu tiên hình thành, ứng dụng được đặt tên là gọi là VNEID, được viết tắt từ cụm từ tiếng Anh, Việt Nam Electronic Identification. Vào năm 2022, trong Quyết định 06/QĐ-TTg của Thủ tướng Chính phủ, ngoài cái tên VNEID, ứng dụng còn được gọi với những tên gọi khác thuần Việt như ứng dụng Định danh điện tử quốc gia và ứng dụng di động Công dân số. Đến khi công bố trở thành ứng dụng định danh điện tử quốc gia, ứng dụng đã được gọi phổ biến với cái tên VNeID, với chữ "e" được viết thường so với việc viết hoa toàn bộ như lúc trước. Tuy nhiên, vẫn có một số tờ báo, cơ quan tại Việt Nam gọi với tên gọi không phổ biến khác như VneID, ứng dụng Định danh điện tử...

## Lịch sử

### Hình thành
Sau nhiều ứng dụng như Bluezone, PC-COVID, chiều ngày 10 tháng 9 năm 2021, Bộ Công an Việt Nam và Công an Thành phố Hồ Chí Minh đã phát triển và cho ra mắt ứng dụng VNeID nhằm khai báo y tế và di chuyển nội địa trong bối cảnh dịch COVID-19 đang diễn biến phức tạp ở Thành phố Hồ Chí Minh. Lúc bấy giờ, ứng dụng được kết nối với cơ sở dữ liệu quốc gia nhằm phục vụ truy vết F0, F1, F2, tiêm vắc xin, xét nghiệm... được đăng nhập bằng số điện thoại đang sử dụng cùng số Chứng minh nhân dân hoặc Căn cước công dân. VNeID được phát triển trên hai nền tảng chính là Android và iOS. Lúc bấy giờ, ứng dụng được xem như thẻ thông hành để di chuyển khi cập nhật đầy đủ thông tin. Đến sau ngày 30 tháng 9 năm 2021, Thành phố Hồ Chí Minh cho phép sử dụng VNeID hoàn toàn để thay thế các giấy tờ liên quan đến COVID-19.

### Phát triển

#### Giai đoạn phát triển ứng dụng
Vào chiều ngày 5 tháng 10, Cục Cảnh sát quản lý hành chính về trật tự xã hội thuộc Bộ Công an thông tin về việc đang xây dựng một số tiện ích điện tử liên quan đến Căn cước công dân gắn chip bao gồm các thông tin tiêm chủng, xác thực giấy đi đường, trợ cấp chính sách, thông tin đăng ký xe... Đồng thời, phía Bộ Công an cũng xác nhận việc phối hợp cùng Bộ Giao thông vận tải tích hợp bằng lái xe, cùng Bảo hiểm Xã hội Việt Nam tích hợp thông tin bảo hiểm cùng các thông tin khác như hộ chiếu, giấy tờ di chuyển quốc tế... Theo Bộ Công an, người dân sẽ chỉ cần đăng ký tài khoản qua VNeID hoặc trang web "suckhoe.dancuquocgia.gov.vn" để xác thực thông tin. Cuối năm 2021, VNeID cũng được sử dụng trong việc kiểm tra tiêm vắc xin COVID-19 trước khi xem bóng đá trong trận đấu giữa Việt Nam và Nhật Bản.
Ngày 6 tháng 1 năm 2022, Thủ tướng Phạm Minh Chính thông qua Quyết định 06/QĐ-TTg phê duyệt "Đề án phát triển ứng dụng dữ liệu về dân cư, định danh và xác thực điện tử phục vụ chuyển đổi số quốc gia giai đoạn 2022 - 2025, tầm nhìn đến năm 2030" bao gồm cả VNeID. Theo đề án, VNeID còn có thể có ví điện tử, hỗ trợ thanh toán không tiền mặt, chứng khoán, thanh toán tiền điện, nước... song song với việc tích hợp nhiều loại giấy tờ vật lý. Vào cuối tháng 2, đầu tháng 3, Bộ Công an chính thức cấp duyệt tài khoản định danh điện tử (ĐDĐT) cho công dân. Tài khoản sẽ được cấp khi người dân cấp mới, đổi thẻ căn cước công dân gắn chíp. Theo công bố, tài khoản định danh điện tử sẽ bao gồm: tên đăng nhập, mật khẩu hoặc các hình thức xác thực khác. Bắt đầu từ tháng 3 năm 2022, bảo hiểm y tế chính thức có thể sử dụng thông qua Căn cước công dân gắn chíp hoặc ứng dụng VNeID. Đồng thời, Bộ Công an cũng thông tin về dự thảo quy định 5 nhóm đối tượng không được cấp tài khoản định danh điện tử. Mặc dù đã cho phép mở tài khoản định danh điện tử nhưng 18 tháng 7 năm 2022 mới có 10 người đầu tiên được cấp tài khoản trong số 6 triệu hồ sơ đăng ký. Đồng thời, phân chia tài khoản định danh điện tử ra hai mức độ với mức đầu tiên có thể tự đăng ký trên ứng dụng VNeID và mức thứ hai đăng ký tại cơ quan công an. Bộ Công an cũng cam kết các thông tin công dân được mã hóa nhằm đảm bảo cho các hacker không thể tấn công và đánh cắp thông tin người dân.
Vào ngày 9 tháng 8 năm 2022, VNeID chính thức được công bố trở thành ứng dụng công dân số quốc gia. Đồng thời từ ngày 20 tháng 10, Nghị định số 59/2020/NĐ-CP bắt đầu có hiệu lực, người dân chính thức có thể xuất trình căn cước công dân điện tử trên VNeID thay thế căn cước công dân vật lý. Người nước ngoài cũng có thể đăng ký sử dụng VNeID để xuất trình thay thế hộ chiếu hoặc giấy tờ đi lại quốc tế. Mặc dù đã có thể tích hợp nhiều loại giấy tờ, tuy nhiên, một trong số đó vẫn chưa thể sử dụng rộng rãi phổ biến. Sau khi loại bỏ sổ hộ khẩu, sổ tạm trú, đến cuối tháng 2 năm 2023, VNeID được cập nhật lên phiên bản 2.0.7 chính thức cho phép sử dụng "thông tin cư trú". Từ 3 tháng 5 năm 2023, VNeID mức độ hai được sử dụng thay thế căn cước công dân vật lý để di chuyển hàng không trong nước. Theo Luật Căn cước 2023, công dân Việt Nam dưới 6 tuổi cũng sẽ được cấp căn cước. Đồng nghĩa, các công dân này cũng sẽ sở hữu tài khoản định danh điện tử nhưng sẽ được người đại diện hợp pháp sở hữu tài khoản. Tháng 10 năm 2023, VNeID ra mắt phiên bản 2.1.0 bổ sung 4 tính năng chính bao gồm: Lịch sử, thông tin Chứng minh nhân dân, Căn cước công dân; Thông tin về quá trình tham gia bảo hiểm xã hội; Giới hạn và khóa tài khoản định danh điện tử khi hết hạn CCCD gắn chíp; Ví điện tử Epay (ETC).

#### Giai đoạn tích hợp chức năng
Trong phiên bản 2.1.3 được cập nhật vào ngày 29 tháng 2 năm 2024, VNeID cho phép đăng nhập thông qua vân tay hoặc Face ID. Bắt đầu từ 30 tháng 3, ứng dụng đã cho phép cung cấp lý lịch tư pháp. Ngoài ra, từ ngày 1 tháng 7, việc chi trả an sinh xã hội trong một số trường hợp đã có thể thực hiện trên ứng dụng; bảo hiểm xã hội cũng chính thức đồng bộ thông tin tài khoản VssID với tài khoản định danh cá nhân; thông tin căn cước điện tử cũng được hiển thị trên ứng dụng VNeID, giấy phép lái xe tích hợp trên ứng dụng cũng được phép sử dụng thay thế cho giấy phép lái xe vật lý. Người có thẩm quyền cũng có quyền tạm giữ giấy phép lái xe trên môi trường điện thử, thông tin này cũng được đồng bộ trên VNeID. Ngoài ra, tài khoản cổng dịch vụ công quốc gia của cá nhân cũng sẽ kết thúc vào ngày 30 tháng 6 và bắt đầu thực hiện sử dụng tài khoản VNeID đối với các dịch vụ công quốc gia, dịch vụ công của các cơ quan Bộ, ngành tại Việt Nam. Vào ngày 29 tháng 12 năm 2024, VNeID tiếp tục cho ra mắt phiên bản 2.1.14 cho phép thông báo tống đạt điện tử hay thi hành án dân sự từ Tòa án nhân dân Tối cao, điểm Giấy phép lái xe, đăng ký xe toàn trình.

## Tính năng

### Tích hợp các giấy tờ vật lý
| STT | Giấy tờ tích hợp     | Tài khoản định danh mức | Nguồn  |
| --- | -------------------- | ----------------------- | ------ |
| 1   | Khai báo y tế        | 1                       | [ 17 ] |
| 2   | Thông tin tiêm chủng | 1                       | [ 17 ] |
| 3   | Căn cước công dân    | 2                       | [ 17 ] |
| 4   | Bảo hiểm y tế        | 2                       | [ 17 ] |
| 5   | Giấy phép lái xe     | 2                       | [ 17 ] |
| 6   | Giấy đăng ký xe      | 2                       | [ 18 ] |
| 7   | Thông tin cư trú     | 2                       | [ 20 ] |
| 8   | Hộ chiếu             | 2                       | [ 20 ] |
| 9   | Thông tin thuế       | 2                       | [ 20 ] |
| 10  | Bảo hiểm xã hội      | 2                       | [ 20 ] |
| 11  | Người phụ thuộc      | 2                       | [ 20 ] |

### Dịch vụ hỗ trợ
| STT | Dịch vụ            | Chi tiết                                                   |
| --- | ------------------ | ---------------------------------------------------------- |
| 1   | Thủ tục hành chính | Thông báo lưu trú                                          |
| 2   | Thủ tục hành chính | Đăng ký tạm trú                                            |
| 3   | Thủ tục hành chính | Đăng ký thường trú                                         |
| 4   | Thủ tục hành chính | Cung cấp lý lịch tư pháp                                   |
| 5   | Thủ tục hành chính | Đăng ký xe lần đầu đối với xe sản xuất, lắp ráp trong nước |
| 6   | Thủ tục hành chính | Đăng ký xe lần đầu đối với xe nhập khẩu                    |
| 7   | Thủ tục hành chính | Xác nhận thủ tục hành chính                                |
| 8   | An sinh xã hội     | Tài khoản hưởng An sinh xã hội                             |
| 9   | Hồ sơ sức khỏe     | Sổ sức khỏe điện tử                                        |
| 10  | Hồ sơ sức khỏe     | Giấy chuyển tuyến                                          |
| 11  | Hồ sơ sức khỏe     | Giấy hẹn khám lại                                          |
| 12  | Hồ sơ sức khỏe     | Nhà thuốc                                                  |
| 13  | Dịch vụ khác       | Kiến nghị, phản ánh về an ninh trật tự                     |
| 14  | Dịch vụ khác       | Chứng thư chữ ký số                                        |
| 15  | Dịch vụ khác       | Dịch vụ ngân hàng                                          |
| 16  | Dịch vụ khác       | Dịch vụ ví điện tử                                         |

Cũng từ ngày 1 tháng 7, cách dịch vụ sử dụng tài khoản dịch vụ công quốc gia của cá nhân trước đó cũng bị chuyển đổi thay thế thành tài khoản VNeID.

### Dịch vụ khác
Theo Bộ Công an, ứng dụng có thể được sử dụng để thanh toán điện, nước, đóng tiền bảo hiểm xã hội, bảo hiểm y tế hay sử dụng để chuyển tiền. Đồng thời, trong phiên bản 2.1.14, người dùng VNeID có thể mua thuốc trực tuyến thông qua ở nhà thuốc Long Châu trên ứng dụng. Ngoài ra, lịch sử mua thuốc cũng được đồng thời tích hợp trong quá trình mua thuốc điện tử.

## Phiên bản
| Phiên bản | Phiên bản con mới nhất | Phát hành lần đầu    | Những thay đổi |
| --- | ---------------------- | -------------------- | --- |
| 1.0 | 1.0.4                  | 30 tháng 8 năm 2021  | Quét mã QRcode để đề nghị cấp giấy đi đường; Thẻ xanh di chuyển; Thông tin tiêm chủng; Cho phép đổi mật khẩu; Chỉnh sửa giao diện; Thay đổi ngôn ngữ; Sửa số CCCD khi nhập sai. |
| 1.1.2 | Không có               | 11 tháng 10 năm 2021 | Nâng cao hiệu năng quét QR; Thông tin trợ cấp theo Nghị quyết 68/NQ-CP. |
| 1.2.0 | Không có               | 11 tháng 11 năm 2021 | Thông tin bằng lái xe, đăng ký xe; Yêu cầu xác thực tài khoản; Quét QRCode theo mục đích. |
| 2.0 | 2.0.9                  | 18 tháng 7 năm 2022  | Tài khoản định danh phân theo mức; Thông tin CCCD gắn chip; Quên passcode; Đổi passcode; Thông tin BHYT; Tích hợp CMS; Quét NFC để thực hiện nhiều chức năng; Tích hợp ví giấy tờ (Thông báo lưu trú; Phản ánh ANTT;...). |
| 2.1 | 2.1.14                 | 8 tháng 10 năm 2023  | Lịch sử cấp, đổi CCCD/CMND; Lịch sử tham gia BHXH; Ví điện tử EPAY; Thông tin truy nã; Sổ sức khỏe điện tử; Hủy/Ẩn thông tin giấy tờ; Lý lịch tư pháp (Hà Nội, Thừa Thiên Huế); Tin tức; Xuất trình giấy tờ; Căn cước điện tử; Thông tin tình trạng giấy phép lái xe (tước, tạm giữ), đăng ký xe (tạm giữ); Đăng ký tạm trú; Chia sẻ thông tin công dân. |
| Chú giải:Phiên bản cũPhiên bản cũ, vẫn được hỗ trợPhiên bản mới nhấtPhiên bản xem trước mới nhấtRa mắt trong tương lai |                        |                      | |

## Ảnh hưởng

### Đón nhận
Tính đến ngày 20 tháng 10 năm 2022, Việt Nam có 11,1 triệu tài khoản định danh điện tử đã được phê duyệt với hơn 11 triệu tài khoản đã được định danh mức hai. Hơn 1 triệu tài khoản đã tích hợp bảo hiểm y tế và khoảng 200 nghìn tài khoản tích hợp giấy phép lái xe. Theo thông tin trên trang web chính thức của VNeID, ứng dụng đã có trên 73,5 triệu người dùng.

### Luật Bảo vệ dữ liệu cá nhân
Vào ngày 21 tháng 12 năm 2023, Thủ tướng Phạm Minh Chính đã ra yêu cầu đề xuất về việc cần xây dựng Luật Bảo vệ dữ liệu cá nhân và ban hành trong năm 2024; đồng thời, có cơ chế kiểm tra, giám sát việc sử dụng thông tin công dân trong quý II cùng năm. Luật sẽ do Bộ Công an xây dựng nhằm bảo vệ quyền dữ liệu cá nhân, ngăn chặn các hành vi xâm phạm dữ liệu cá nhân, gây ảnh hưởng đến quyền và lợi ích hợp pháp của cá nhân, tổ chức. Đồng thời, nâng cao trách nhiệm của các cơ quan, tổ chức, cá nhân quản lý dữ liệu cá nhân.

### Bị lợi dụng, giả mạo
Nhiều vụ lừa đảo liên quan đến ứng dụng VNeID đã diễn ra khi người dân nhận được cuộc gọi tự xưng là công an và yêu cầu cài đặt kích hoạt tài khoản định danh điện tử mức hai. Các đối tượng này đã dẫn dụ người dùng vào các trang web, ứng dụng mạo danh để đăng ký tài khoản. Sau khi đăng ký xong thì tài khoản ngân hàng của người dân sẽ bị các đối tượng xâm nhập và rút tiền thông qua việc trả mã OTP trong quá trình đăng nhập. Bộ Công an cho biết, đến nay, để cài đặt tài khoản định danh mức 2 chỉ có thể ra cơ quan công an gần nhất chứ không thể làm thủ tục trực tuyến. Tương tự ở Hà Nội, nhiều người dân đã bị số điện thoại lạ tự xưng là Sở Tài nguyên và Môi trường Hà Nội yêu cầu cung cấp sổ đỏ để tích hợp vào ứng dụng VNeID. Tuy nhiên, hiện tại, sổ đỏ không được liệt kê vào các loại giấy tờ được tích hợp trên ứng dụng.

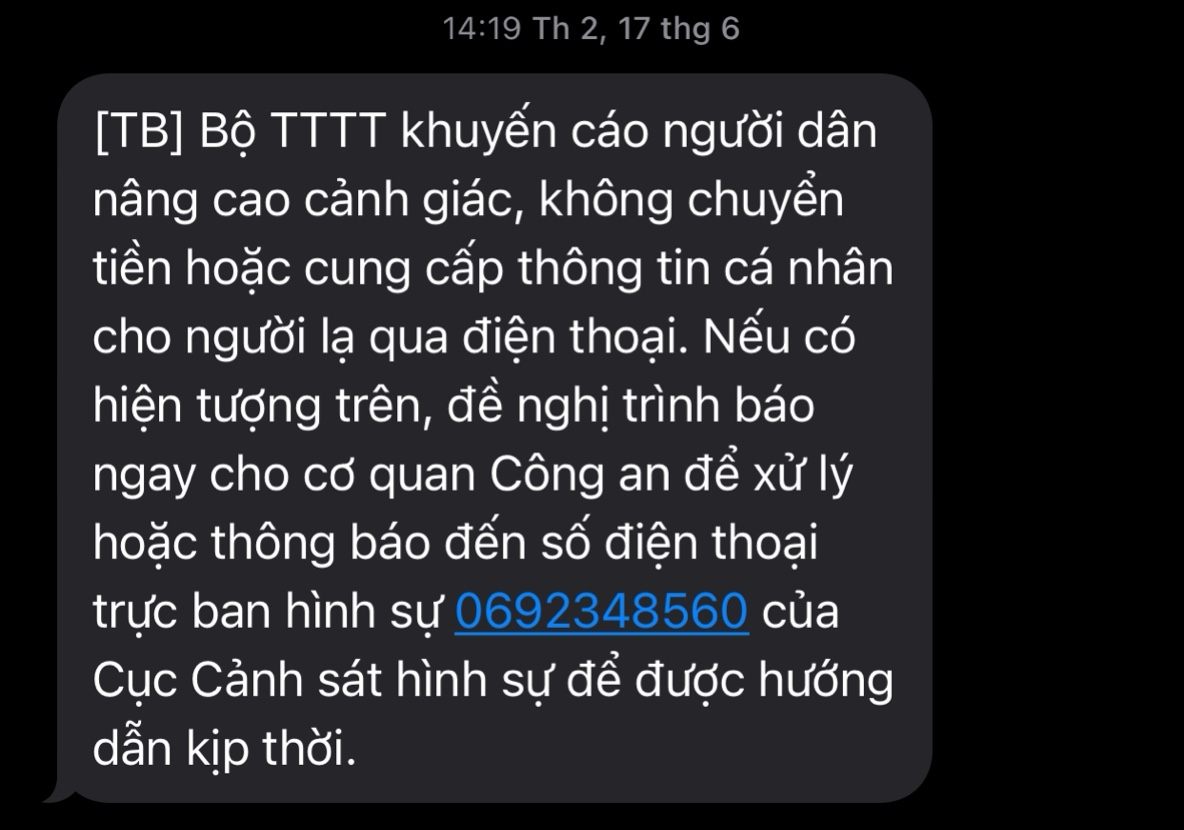
Tin nhắn khuyến cáo từ Bộ TT&TT Việt Nam.

Trong giai đoạn chính phủ Việt Nam tiếp tục kêu gọi tích hợp các chức năng trên ứng dụng VNeID, nhiều hành vi lừa đảo, giả mạo cơ quan chức năng đã diễn ra thông qua việc thông báo ứng dụng bị lỗi và yêu cầu người dùng sửa lỗi thông qua việc cài đặt một ứng dụng nào đó. Từ ứng dụng này, thông tin cá nhân cũng như quyền kiểm soát thiết bị cũng bị điều khiển từ xa. Các đối tượng giả mạo này sau đó chiếm đoạt tiền của các nạn nhân thông qua việc đăng nhập vào tài khoản ngân hàng cũng như tin nhắn gửi mã OTP. Cục An toàn thông tin thuộc Bộ Thông tin & Truyền thông cũng đã phát đi thông báo khuyến cáo thông qua tin nhắn đến điện thoại của người dân.

## Tranh cãi

### Quyền tự do của người dân
BBC News đã dẫn lời nhiều người dân trong nước cho rằng, chính quyền địa phương đã yêu cầu người dân cài đặt và sử dụng ứng dụng VNeID một cách "ép buộc". Một số người cũng cho rằng việc cài đặt hay không cài đặt là quyền cá nhân của họ. Trong khi đó, Đài Tiếng nói Hoa Kỳ (VOA) cho rằng, Luật Căn cước bao gồm VNeID đã ảnh hưởng đến sự tự do của người dân và trở thành một nguồn "tài nguyên" cho Bộ Công an kiểm soát. VOA nói thêm, với VNeID, Bộ Công an thậm chí còn có thể theo dõi "bất cứ cá nhân nào, ở đâu, đang làm gì miễn là họ cầm theo điện thoại".

## Ứng dụng tương đương

### VNPhattu
Vào ngày 3 tháng 6, Cục Cảnh sát quản lý hành chính về trật tự xã hội (C06) Bộ Công an đã công bố phối hợp với Giáo hội Phật giáo Việt Nam cho ra mắt ứng dụng VNPhattu. Ứng dụng này được ra đời nhằm để quản lý Tăng Ni, Phật tử tại Việt Nam. Theo công bố của Bộ Công an, để vào ứng dụng, Phật tử sẽ đăng nhập thông qua VNeID. Ngoài ra, cơ quan này cũng tuyên bố, sau khi dữ liệu tại các chùa tại Việt Nam được thu thập toàn bộ, Phật tử sẽ có thể cúng dường trực tiếp thông qua ứng dụng mà không cần trực tiếp đi đến chùa. Trước việc bắt buộc Phật tử sử dụng ứng dụng do Bộ Công an quản lý, Đài Tiếng nói Hoa Kỳ cho rằng, đây là một sự "quản lý quá chặt chẽ" với nhu cầu "'sinh hoạt tôn giáo" của người dân. Giáo hội Phật giáo Việt Nam Thống nhất cũng có phát ngôn cho rằng, "Công an kết hợp với các chức sắc tôn giáo để thống trị, kìm kẹp, nắm giữ con người. Họ sử dụng tôn giáo để nắm quần chúng. Những vị chức sắc đó cũng vì quyền lợi mà làm theo mệnh lệnh của chính quyền... Điều này tôi rất buồn". Nhiều ý kiến cũng đã bày tỏ sự quan ngại về tự do tôn giáo ở Việt Nam khi chưa nơi nào, thậm chí cả Trung Quốc (trừ Tây Tạng) "có sự kiểm soát như vậy".

## Giải thưởng và vinh danh
| Năm  | Giải thưởng  | Hạng mục                     | Đề cử | Kết quả   |
| ---- | ------------ | ---------------------------- | ----- | --------- |
| 2024 | Ấn tượng VTV | Dự án chuyển đổi số ấn tượng | VNeID | Đoạt giải |